# 535 Монтегю
535 Монтегю (535 Montague) — астероїд головного поясу, відкритий 7 травня 1904 року Раймондом Смітом Дуґаном у Гейдельберзі.